# فاديم غارين
فاديم غارين (بالروسية: Гарин, Вадим Сергеевич)‏ هو لاعب كرة قدم روسي في مركز الدفاع، ولد في 14 ديسمبر 1979 في ساراتوف في روسيا. لعب مع FC Lada-Tolyatti ‏.